# Amphithyrus bispinosus
Amphithyrus bispinosus är en kräftdjursart som beskrevs av Claus 1879. Amphithyrus bispinosus ingår i släktet Amphithyrus och familjen Platyscelidae. Inga underarter finns listade i Catalogue of Life.